# Краку Лу Јордан
Краку лу Јордан или Јорданова коса је археолошки локалитет који се налази се на ушћу реке Бродице у Пек, код Кучева и спада у категорију споменика културе од изузетног значаја. Представља најпотпуније истражени металуршки центар у источној Србији. Археолошка ископавања започета су 1971. године и уз мање прекиде трајала су до 1987. године.
Локалитет је смештен на јужној падини брежуљка, где је под нагибом постављен металуршки погон са унутрашњим распоредом, а намена му је била прерада руде бакра и гвожђа. Откривено је више металуршких постројења са пећима, просторија за припремање жара, као и низ других просторија за животне потребе металурга и рудара. Од покретног археолошког материјала пронађене су алатке, рударске лампе, велики судови за жарење руде, жрвњеви и друго. На основу Диоклецијановог новчића који је откривен на локалитету, извршено је прецизно датовање у крај III века. Овај металуршки комплекс разорен је у великом пожару крајем IV века.
Надморска висина подножја брежуљка је око 206m, а географске координате центра објекта су: λ = 21°48'43" (21.8118), φ = 44°29'14" (44.4871)

## Галерија фотографија
- Поглед са западне стране
- Зид, поглед ка западу
- Зид2
- Зид3